# Strange Little Girls
Strange Little Girls – szósty solowy album amerykańskiej piosenkarki i kompozytorki Tori Amos, ostatni nagrany dla Atlantic Records. Ukazał się 17 września 2001 w Wielkiej Brytanii, a dzień później w Stanach Zjednoczonych. Wydany został z pięcioma różnymi okładkami.
Album jest zbiorem nowych wykonań piosenek innych wykonawców (tzw. coverów). Dwanaście piosenek tworzących album to utwory napisane przez mężczyzn, ale zinterpretowane przez Amos z kobiecej perspektywy. Przykładem tego może być piosenka „'97 Bonnie and Clyde”. W oryginalnym wykonaniu Eminema śpiewana z punktu widzenia ojca, który w towarzystwie swojej czteroletniej córki pozbywa się ciała zamordowanej żony. Amos, nie zmieniając ani słowa z tekstu, zaśpiewała tę piosenkę z punktu widzenia umierającej w bagażniku żony.
We wkładce do albumu każdą piosenkę ilustrowało zdjęcie Amos zmienionej przez stylistę Kevyna Aucoina w postać z tej piosenki. Pisarz i przyjaciel Amos Neil Gaiman napisał też do każdej piosenki krótkie opowiadanie, w całości dostępne w programie trasy koncertowej promującej album.
Album spotkał się z mieszanymi opiniami. Wielu krytyków postrzegało album jako nierówny, chwaląc wykonanie piosenek Eminema i Slayera, ale krytykując nowe wersje utworów Beatlesów i Neila Younga. Album osiągnął 16. miejsce na liście przebojów w Wielkiej Brytanii i 4. w Stanach Zjednoczonych, najwyższe miejsce albumu Amos na amerykańskiej liście od 1996 roku.
Podczas promocji albumu Amos po raz pierwszy odwiedziła Polskę. 15 i 16 grudnia 2001 udzieliła kilku wywiadów, a także zagrała recital w studiu Programu III Polskiego Radia.
W 2002 roku album otrzymał dwie nominacje do nagród Grammy: w kategorii Female Rock Vocal Performance za „Strange Little Girl” i Alternative Music Performance za cały album.

## Lista utworów
1. „New Age” (The Velvet Underground) – 4:36
2. „'97 Bonnie and Clyde” (Eminem) – 5:46
3. „Strange Little Girl” (The Stranglers) – 3:50
4. „Enjoy the Silence” (Depeche Mode) – 4:09
5. „I'm Not in Love” (10cc) – 5:39
6. „Rattlesnakes” (Lloyd Cole and the Commotions) – 3:59
7. „Time” (Tom Waits) – 5:22
8. „Heart of Gold” (Neil Young) – 3:59
9. „I Don’t Like Mondays” (The Boomtown Rats) – 4:20
10. „Happiness Is a Warm Gun” (The Beatles) – 9:55
11. „Raining Blood” (Slayer) – 6:22
12. „Real Men” (Joe Jackson) – 4:06

## Single
1. „Strange Little Girl” – październik 2001

## Wideografia
- „Strange Little Girl” – David Slade, 2001

## Twórcy
- Tori Amos – śpiew, fortepian, fortepiany elektryczne (Wurlitzer, Fender Rhodes)
- Matt Chamberlain – instrumenty perkusyjne
- Adrian Belew – gitary
- Justin Meldal-Johnsen – gitara basowa
- Jon Evans – gitara basowa
- John Philip Shenale – aranżacja, instrumenty smyczkowe